# Нижний Томлай
Ни́жний Томла́й (чув. Анатри Тăмлай) — деревня в Моргаушском районе Чувашской Республики. Входит в состав Ярабайкасинского сельского поселения.

## География
Находится в северо-западной части Чувашии, на расстоянии приблизительно 10 км на восток-северо-восток по прямой от районного центра села Моргауши.

## История
Известна с 1795 года как выселок села Владимирское (Первое Кинярское, ныне Анат-Киняры) с 14 дворами. В 1858 году было учтено 122 жителя, в 1906 — 35 дворов и 165 жителей, в 1926 — 25 дворов и 119 жителей, в 1939—125 жителей, в 1979 — 40. В 2002 году было 26 дворов, в 2010 — 21 домохозяйств. В 1929 году был образован колхоз им. Свердлова, в 2010 действовали несколько фермерских хозяйств.

## Население
Постоянное население составляло 53 человека (чуваши 100 %) в 2002 году, 44 в 2010.